# 十津川警部シリーズ (ザ・サスペンス)
『十津川警部シリーズ』（とつがわけいぶシリーズ）は、1982年から1984年までTBS系「ザ・サスペンス」で放送された刑事ドラマシリーズ。全5回。主役の十津川警部は、第1作は宝田明、第2作以降は若林豪が演じた。
西村京太郎の推理小説『十津川警部シリーズ』が原作。大映テレビ製作。
1992年から2015年まで放送された、TBSとテレパックの製作による同名シリーズ（渡瀬恒彦主演）以前の別作品である。

## キャスト

### 警視庁捜査一課 十津川班
- 十津川省三（警視庁捜査一課 警部） - 宝田明（第1作）、若林豪（第2作 - 第5作）
- 亀井定雄（警視庁捜査一課 警部補） - 犬塚弘（第1作）、坂上二郎（第2作 - 第4作）
- 日下（警視庁捜査一課 刑事） - 三ツ木清隆（第1作）、金田賢一（第3作 - 第5作）
- 山本（警視庁捜査一課 刑事） - 石橋正次（第1作）、下川辰平（第2作 - 第5作）
- 石毛（警視庁捜査一課 刑事） - 船越栄一郎（現・船越英一郎）（第4作）
- 鈴木（警視庁捜査一課 刑事） - 大石吾朗（第1作）、本田博太郎（第2作）、藤田宗久?（第3作）、北村晃一（第5作）
- 田中（警視庁捜査一課 刑事） - 佐久田修（第2作）、睦五郎（第3作・第4作）、岡本富士太（第5作）

### 警察関係者
- 本多（警視庁捜査一課 課長） - 深江章喜（第2作）

### ゲスト
第1作「特急さくら殺人事件」（1982年）
- 西尾伸一郎（代議士） - 鈴木瑞穂
- 君島（西尾の秘書） - 大門正明
- 晶子（西尾の妻） - 左時枝
- 直子（日下刑事の兄嫁） - 上村香子
- 結城多加子（弁護士） - 朝加真由美
- 佐々木由紀（歌手・タレント） - 白木美貴子
- 青柳源一（西尾が創業した金融会社の社長） - 小田部通麿
- 特急さくら号の車掌長 - 左右田一平
- ゆり（歌手） - 井上望
- キジマ（マネージャ） - 若杉透
- 秋山武史

第2作「日本一周「旅号」〈ミステリー・トレイン〉殺人事件」（1983年）
- 寺泉哲章、斉藤とも子、岸部シロー、北見敏之、二瓶正也、深江章喜、佐久田修、稲野和子、藤木敬士、西田健、丸岡奨詞、沢井孝子、石山律雄、片桐竜次、草間正吾、小川隆一、野村昇史、近松敏夫、内田朝雄

第3作「四国連絡特急殺人事件」（1983年）
- 伊吹君子（被害者・徳大寺正之の秘書） - 根本律子
- 南条吾郎（正之の甥、営業部長） - 中島久之
- 岡部文夫（都市再開発株式会社経理部長） - 下塚誠
- 原田（松山東署刑事） - 遠藤征慈
- 幸子の妹 - 山村紅葉
- 1人旅中の女性 - 一色彩子
- 井崎玲子（南条の秘書） - 葉山綋子
- 南条の亡母・小林富子の母 - 東郷晴子
- 堀越（顧問弁護士） - 鈴木泰明
- 金剛福寺の住職 - 河合絃司
- 徳大寺正之（首都相互銀行 会長） - 相原巨典
- 岡部の妻 - 藤浩子
- ときわ荘の管理人 - 近松敏夫
- 興日物産第一営業部 部長（南条のアリバイを証言） - 日恵野晃
- 高木幸子（岡部の愛人） - 中島ゆたか

第4作「下り特急「富士」〈ラブ・トレイン〉殺人事件」（1983年）
- 橋本豊（元警視庁刑事） - 近藤正臣
- 青木亜木子（週刊誌記者） - 原田美枝子
- 藤田五郎（古美術商） - 横内正
- 小田切正（麻薬捜査官） - 大地康雄
- 乗客の老女 - 桜むつ子
- 藤田冴子（五郎の妻） - 中村晃子
- 倉田（北辰組幹部） - 橋本功
- 宇野晋平（囚人） - 多々良純
- 橋本洋子（橋本豊の妹） - 山村紅葉
- 戸田きみ子（小田切の同僚捜査官） - 千野弘美
- 車掌 - 高峰圭二
- 三上（車掌に扮した麻薬捜査官） - 田畑猛雄
- 川西勇（新婚のセールスマン） - 井上清和
- 北洋介（小田切になりすました元船員） - 吉田良全
- 川西勇の偽の妻 - 市原まい子
- 網走刑務所の所長 - 鈴木泰明
- ヤマガミ（宇野を襲った囚人） - 友金敏雄
- 秋山佳代子（橋本豊の婚約者） - 恩田千恵
- 青山伊津美

第5作「寝台特急「紀伊」殺人行」（1984年）
- 山本真紀（山本刑事の娘） - 岡田奈々
- 中西明（真紀の婚約者、東都大学心理学教室助手） - 岩城滉一
- 浜村署長（上田城警察署） - 鈴木瑞穂
- 富永徳太郎（上田城町町長） - 有馬昌彦
- 伊地知刑事（新宮署） - 平野稔
- サエコ（店のママ、浅井一郎の元恋人） - 松本留美
- 富永賢二（上田城町役場の幹部、徳太郎の息子） - 佐古雅誉
- 霊安室の刑事（綾部西警察署） - 加藤精三
- 工藤真一郎（中西の幼馴染の親友） - 中島久之

## スタッフ
- 企画 - 春日千春（大映テレビ）、樋口祐三（TBS）
- 脚本 - 山浦弘靖
- 音楽 - 菅野光亮
- 監督 - 竹本弘一、鷹森立一、山口和彦
- プロデューサー - 野木小四郎（大映テレビ）、小林重隆（大映テレビ）、金川克斗志（TBS）、忠隈昌（TBS）、野村清（TBS）
- 制作 - TBS、大映テレビ

## 放送日程
| 話数 | 放送日        | サブタイトル                                     | 原作                                                 | 脚本     | 監督     |
| ---- | ------------- | ------------------------------------------------ | ---------------------------------------------------- | -------- | -------- |
| 1    | 1982年9月04日 | 特急さくら殺人事件                               | 「特急さくら殺人事件」                               | 山浦弘靖 | 竹本弘一 |
| 2    | 1983年4月09日 | 日本一周「旅号」〈ミステリー・トレイン〉殺人事件 | 「日本一周『旅号』〈ミステリー・トレイン〉殺人事件」 | 山浦弘靖 | 鷹森立一 |
| 3    | 8月27日       | 四国連絡特急殺人事件                             | 「四国連絡特急殺人事件」                             | 山浦弘靖 | 鷹森立一 |
| 4    | 10月29日      | 下り特急「富士」〈ラブ・トレイン〉殺人事件       | 「下り特急『富士』〈ラブ・トレイン〉殺人事件」       | 山浦弘靖 | 竹本弘一 |
| 5    | 1984年2月11日 | 寝台特急「紀伊」殺人行                           | 「寝台特急『紀伊』殺人行」                           | 山浦弘靖 | 山口和彦 |